# Johannes Jaenisch
Johannes Jaenisch (ur. 5 grudnia 1904 w Altdamm, zm. 18 kwietnia 1965 w Hamburgu) – zbrodniarz nazistowski, SS-Unterscharführer, członek załogi niemieckiego obozu koncentracyjnego Buchenwald.
Członek załogi Buchenwaldu od lipca 1939 do czerwca 1943. Początkowo sprawował stanowiska Blockführera i Arbeitskommandoführer (kierownika komanda więźniarskiego). Następnie, od 1941, pełnił służbę jako nadzorca w obozowym areszcie.
Po zakończeniu wojny został oskarżony o udział w następujących zbrodniach, które popełnione zostały w Buchenwaldzie: 
- rozstrzelanie w dniu 9 listopada 1939 21 więźniów żydowskich w odwecie za zamach na Hitlera, który miał miejsce dzień wcześniej;
- masowe egzekucje jeńców radzieckich w ramach Kommando 99;
- mordowanie więźniów w areszcie obozowym;
- znęcanie się nad więźniami, czasem ze skutkiem śmiertelnym.

13 czerwca 1953 zachodnioniemiecki sąd w Waldshut skazał Jaenischa na 9 lat pozbawienia wolności.